# Supercoppa bielorussa (pallavolo maschile)
La Supercoppa bielorussa è una competizione pallavolistica per squadre di club bielorusse maschili, organizzata con cadenza annuale dalla BVF.

## Edizioni
| Edizione      | Edizione          | Podio             | Podio     | Podio             |
| Anno          | Sede della finale | Campione          | Risultato | Finalista         |
| ------------- | ----------------- | ----------------- | --------- | ----------------- |
| 2017 Dettagli | Minsk             | Budaŭnik Minsk    | 3 - 1     | Šachcër Salihorsk |
| 2018 Dettagli | Homel'            | Šachcër Salihorsk | 3 - 1     | Budaŭnik Minsk    |
| 2019 Dettagli | Salihorsk         | Šachcër Salihorsk | 3 - 1     | Budaŭnik Minsk    |
| 2020 Dettagli | Minsk             | Šachcër Salihorsk | 3 - 1     | Budaŭnik Minsk    |
| 2021 Dettagli | Salihorsk         | Budaŭnik Minsk    | 3 - 2     | Šachcër Salihorsk |
| 2022 Dettagli | Minsk             | Šachcër Salihorsk | 3 - 2     | Budaŭnik Minsk    |
| 2023 Dettagli | Minsk             | Šachcër Salihorsk | 3 - 2     | Budaŭnik Minsk    |
| 2024 Dettagli | Homel'            | Ėnerhija          | 3 - 0     | Šachcër Salihorsk |

## Palmarès
| Squadra           | Titolo | Edizione                     |
| ----------------- | ------ | ---------------------------- |
| Šachcër Salihorsk | 5      | 2018, 2019, 2020, 2022, 2023 |
| Budaŭnik Minsk    | 2      | 2017, 2021                   |
| Ėnerhija          | 1      | 2024                         |